# 9А39
9А39 — радянська та російська пуско-заряджальна установка ЗРК 9К37 «Бук».

## Опис конструкції

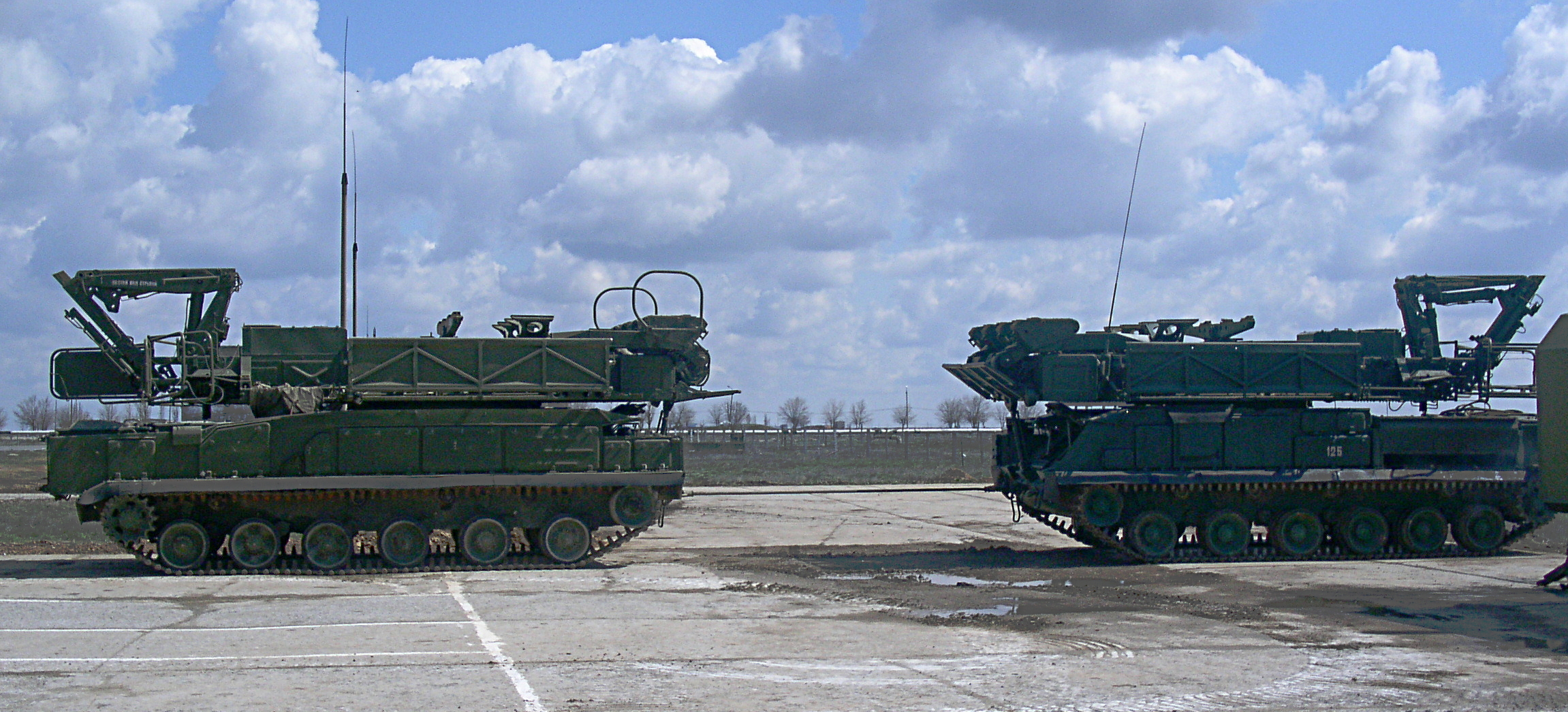
Пуско-заряджальні установки ЗРК «Бук-М1» («Бук-М1-2») та «Бук-М2»

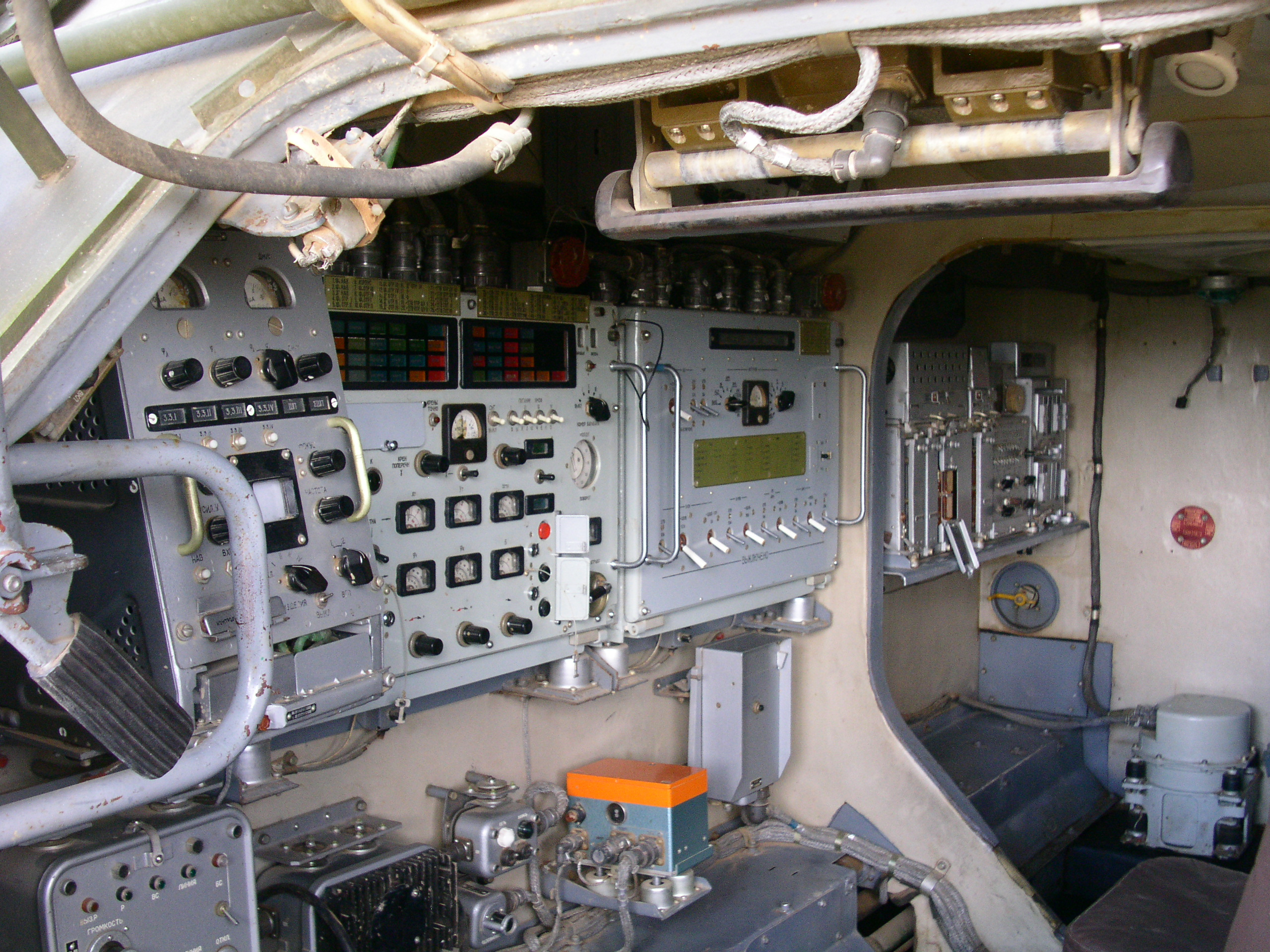
Всередині пуско-заряджальної установки

Основне призначення пуско-заряджальної установки 9А39 — перевезення, зберігання та запуск зенітних керованих ракет 9М38. Машина 9А39 здатна здійснювати запуск 4 зенітних керованих ракет, що знаходяться на пусковому пристрої, а також заряджати його з нерухомих ложементів, на яких розміщені ще 4 зенітні керовані ракети. Крім того, пуско-заряджальна установка здатна заряджати і розряджати самохідну вогневу установку 9А310. 9А39 поєднує в собі функції транспортно-заряджальної машини та пускової установки. Заряджання пуско-заряджальної установки зенітними керованими ракетами може здійснюватися з транспортної машини. Повний цикл перезаряджання 8 одиницями зенітних керованих ракет становить 26 хвилин.
До складу пуско-заряджальної установки 9А39 входять такі складові:
1. Пусковий пристрій (9П315)
2. Силовий слідкуючий привід (9И31)
3. Апаратура синхронного зв'язку (частково запозичена з ЗРК «Куб»)
4. Апаратура топоприв'язки та орієнтування (ТНА)
5. Аналогова обчислювальна машина (АОМ)
6. Пульт управління, щит розподілу живлення, агрегати живлення
7. Система мовного зв'язку, магнітофон
8. Кран (9Т321).

### Ходова частина
Як база використовується шасі виробництва ММЗ, що має позначення ГБТУ — «Об'єкт 577» (рос. Объект 577).

## Модифікації
- 9А39 — пуско-заряджальна установка ЗРК 9К37 «Бук».
- 9А39М1 — пуско-заряджальна установка ЗРК 9К37М1 «Бук-М1».
- 9А39М1-2 — пуско-заряджальна установка ЗРК 9К37М1-2 «Бук-М1-2».

## Машини на базі
- 9А316 — пуско-заряджальна установка ЗРК 9К317 «Бук-М2». Скорочено час заряджання самохідної вогневої установки до 13 хв. Також запроваджено можливість здійснення пуску ракет у складі секції спільно з радіолокаційною станцією підсвічування цілей 9С36. Бойова маса складає 38 тон.
- 9А316Э — пуско-заряджальна установка ЗРК 9К317 «Бук-М2Э».
- 9А316ЭК — колісний варіант пуско-заряджальної установки ЗРК 9К317ЭК «Бук-М2ЭК» на шасі МЗКТ.
- 9А318 — дослідний зразок пуско-заряджальної установки ЗРК 9К317 «Бук-М2» із 8 готовими до пуску ракетами.
- 9А320 — буксирований варіант пуско-заряджальної установки 9А316, виконаний на колісному напівпричепі ЧМЗАП[ru] (автопоїзд 9001), для буксирування тягачем типу КрАЗ. Маса напівпричепа складає 35 тон.[3]
- 9А39МБ — пуско-заряджальна установка ЗРК «Бук-МБ». Білоруська модифікація пуско-заряджальної установки 9А39. Вперше продемонстрована на виставці МАКС-2005 у Жуковському.[4]

Пуско-заряджальні установки 9А316, 9А318 та 9А320 мають однакову цифрову обчислювальну систему та подібну апаратуру.